# Siemionki (Wydminy)
Siemionki (deutsch Schemionken, 1928 bis 1945 Bergwalde) ist ein Dorf in der polnischen Woiwodschaft Ermland-Masuren und gehört zur Landgemeinde Wydminy (Widminnen) im Powiat Giżycki (Kreis Lötzen).

## Geographische Lage
Siemionki liegt in der östlichen Mitte der Woiwodschaft Ermland-Masuren, 19 Kilometer südöstlich der Kreisstadt Giżycko (Lötzen).

## Geschichte
Das kleine vor 1785 Schemioncken, vor 1818 Czymionken und bis 1928 Schemionken genannte Dorf wurde 1476 gegründet, als am 3. Januar jenes Jahres Bernhard von Balzhofen eine Handfeste über zehn Hufen für ein Dienstgut verschreibt. Zwischen 1874 und 1945 gehörte die Landgemeinde zum Amtsbezirk Widminnen im Kreis Lötzen im Regierungsbezirk Gumbinnen (1905 bis 1945: Regierungsbezirk Allenstein) der preußischen Provinz Ostpreußen. Im Jahre 1910 zählte Schemionken 201 Einwohner.
Aufgrund der Bestimmungen des Versailler Vertrags stimmte die Bevölkerung im Abstimmungsgebiet Allenstein, zu dem Schemionken gehörte, am 11. Juli 1920 über die weitere staatliche Zugehörigkeit zu Ostpreußen (und damit zu Deutschland) oder den Anschluss an Polen ab. In Schemionken stimmten 140 Einwohner für den Verbleib bei Ostpreußen, auf Polen entfiel keine Stimme.
Am 3. August 1928 wurde Schemionken in „Bergwalde“ umbenannt. Die Zahl der Einwohner belief sich 1933 auf 184 und 1939 noch auf 168.
In Kriegsfolge wurde der Ort 1945 mit dem gesamten südlichen Ostpreußen Polen zugeordnet und erhielt die polnische Namensform „Siemionki“. Heute ist das Dorf Sitz eines Schulzenamtes (polnisch sołectwo), in das auch der Nachbarort Rydze (Nienstedten) einbezogen ist. Als solches ist es eine Ortschaft im Verbund der Landgemeinde Wydminy (Widminnen) im Powiat Giżycki (Kreis Lötzen), vor 1998 der Woiwodschaft Suwałki, seither der Woiwodschaft Ermland-Masuren zugehörig.

## Kirche
Bis 1945 war Schemionken / Bergwalde in die evangelische Kirche Widminnen in der Kirchenprovinz Ostpreußen der Kirche der Altpreußischen Union und in die katholische Pfarrkirche St. Bruno Lötzen im Bistum Ermland eingepfarrt.
Heute gehört Siemionki zur neu formierten evangelischen Kirchengemeinde Wydminy, die eine Filialgemeinde der Pfarrei Giżycko in der Diözese Masuren der Evangelisch-Augsburgischen Kirche in Polen ist, außerdem zur katholischen Pfarrkirche Wydminy im Bistum Ełk der Römisch-katholischen Kirche in Polen.

## Schule
Eine Schule wurde in Schemionken 1819 gegründet. 1945 wurden hier 50 Schulkinder einklassig unterrichtet.

## Verkehr
Siemionki liegt an einer Nebenstraße, die die Woiwodschaftsstraße DW 655 bei Wydminy (Widminnen) mit der Woiwodschaftsstraße DW 656 bei Pamry (Pammern) verbindet. An die Bahnstrecke Głomno–Białystok besteht Bahnanschluss über die drei Kilometer entfernt liegende Bahnstation in Wydminy.